# Toba calcárea

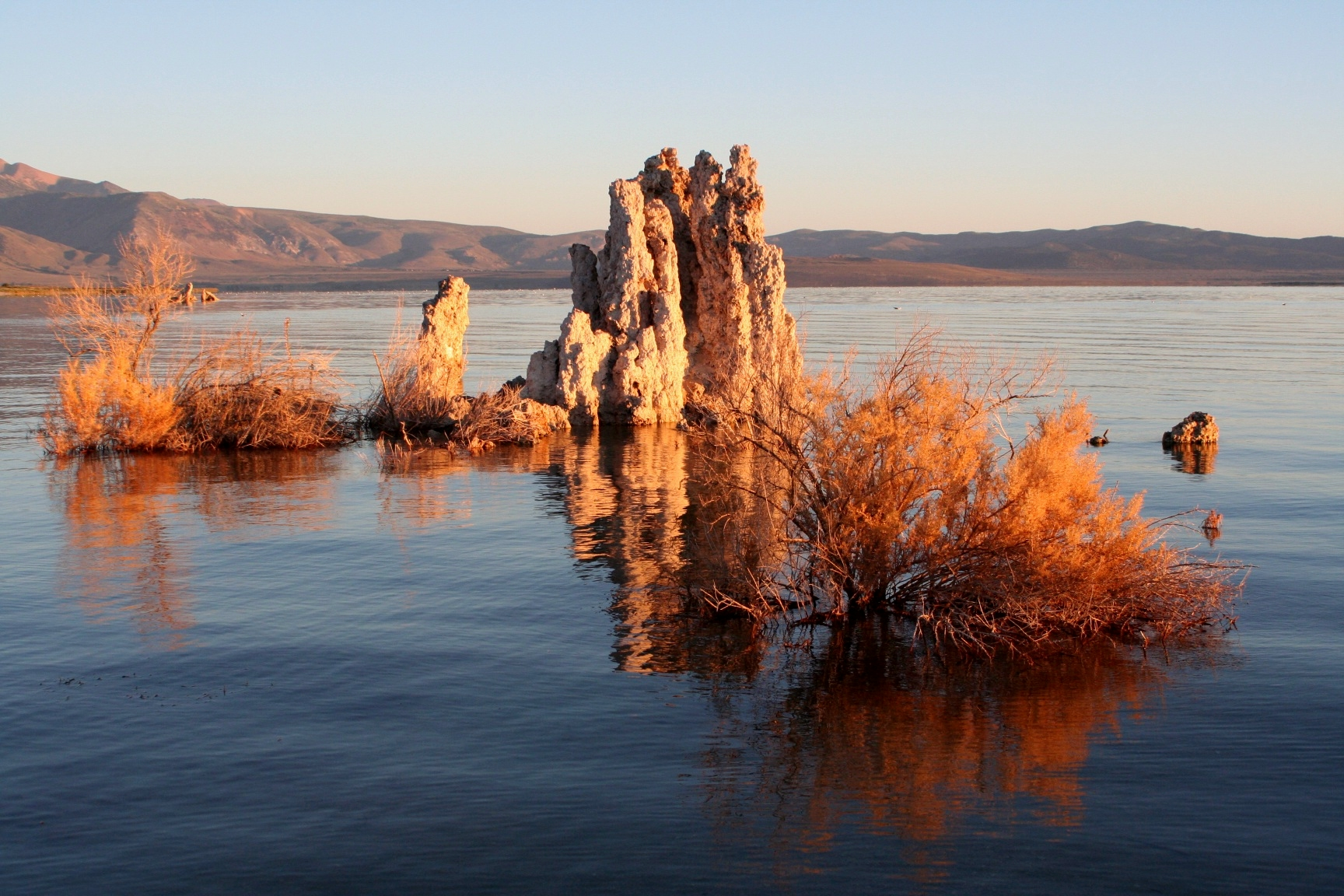
Columnas de tobas en el lago Mono, California.

La toba calcárea, travertino, o piedra tosca, este último término en el ámbito de las rocas industriales, es una roca caliza muy porosa, una variedad de limo, formada por la precipitación de carbonatos a partir de cuerpos de agua dulce a temperatura ambiente, en numerosas ocasiones sobre vegetales vivos.

## Ciclo de formación de la toba

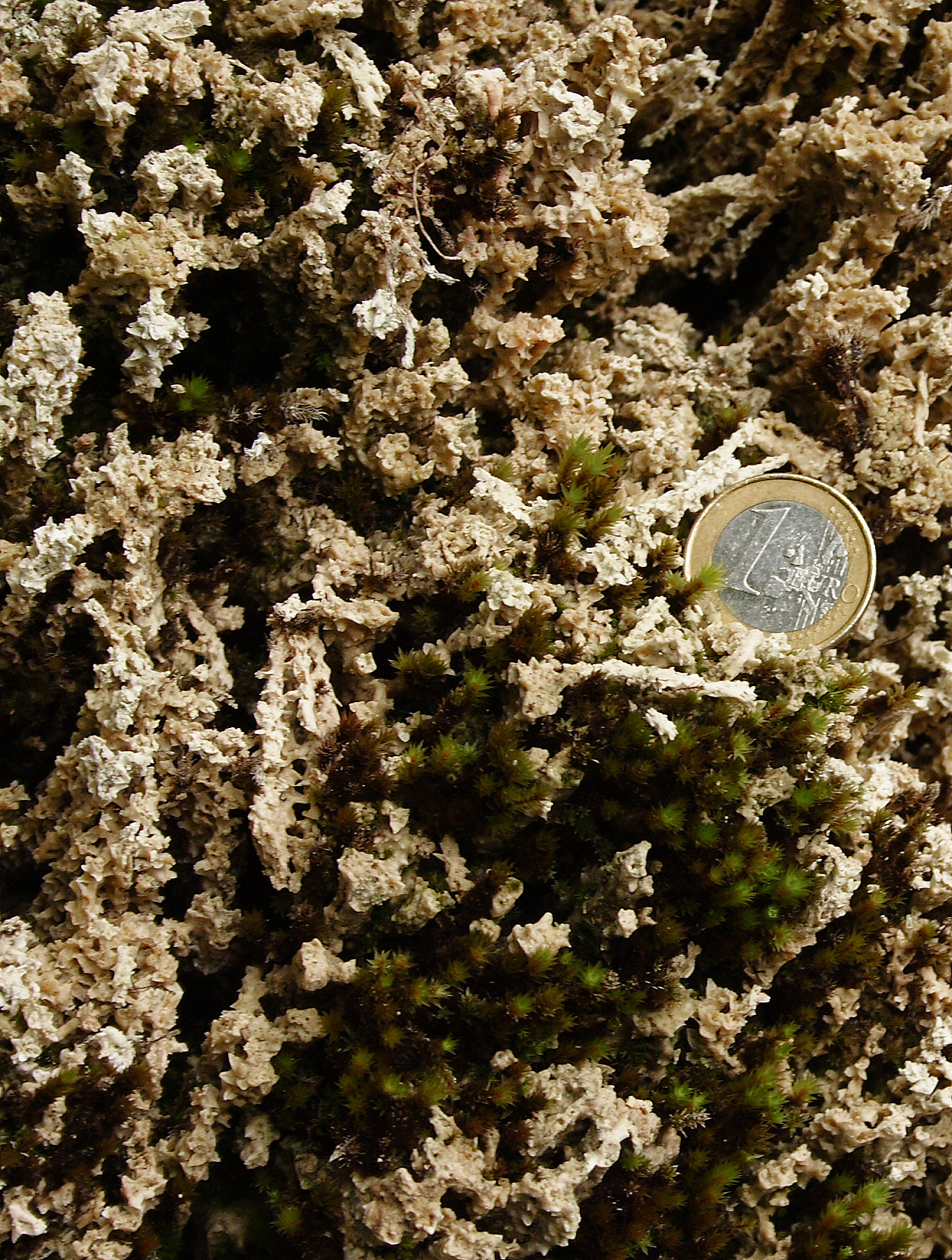
Proceso de calcificación del musgo generando toba.

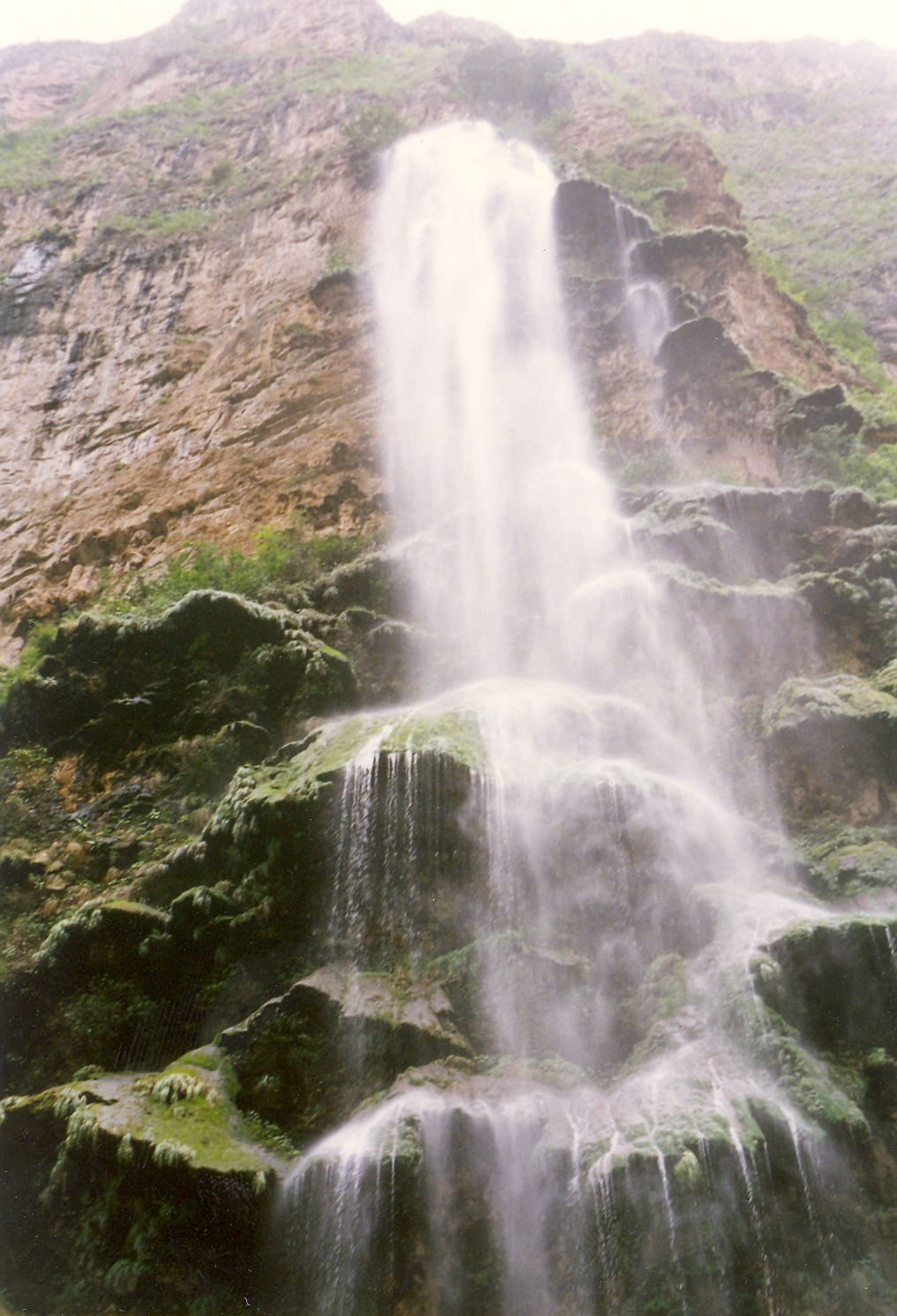
Edificio tobáceo activo, en crecimiento. Formación rocosa «Árbol de Navidad» (Cañón del Sumidero, Chiapas, México).

Las aguas de lluvia están poco mineralizadas y contienen muy baja cantidad de dióxido de carbono (CO2). Al cruzar el suelo esas aguas se cargan del CO2 producido por la actividad biológica de los vegetales y bacterias, pudiendo disolver rocas calcáreas. Así, el agua muy cargada en CO2 puede disolver las rocas calcáreas del acuífero durante su trayecto subterráneo. Se lleva entonces con ella los iones calcio (Ca2+) y carbonato (HCO3-) disueltos.
Al salir del subsuelo en manantiales, cascadas o ríos es cuando el agua se desgasifica (pierde CO2), por turbulencia o por la acción biológica de las plantas al usar el CO2 en la fotosíntesis, y precipita el carbonato cálcico (CaCO3) en forma de calcita.
{\displaystyle 2HCO_{3}^{-}+Ca^{2+}\rightleftarrows CaCO_{3}+CO_{2}+H_{2}O}
Los pequeños cristales se depositan en forma de una corteza calcárea sobre los vegetales presentes en la fuente, manantial o río. Son principalmente los musgos, tallos o cualquier otro vegetal que sirven de apoyo. La superposición de esas capas sucesivas forma la roca llamada toba.
Cuando el apoyo vegetal muere y desaparece, deja el sitio que antes ocupaba vacío y queda sobre la roca el negativo de ese vegetal que es el responsable de la porosidad de aspecto cavernoso de la toba.
La toba calcárea es de color castaño (en la zona levantina de España) o crema (en las islas Baleares).
En la construcción se usa como roca ornamental. Generalmente se encuentra en zonas costeras de la Comunidad Valenciana (Costa Blanca), Murcia, Baleares... y más concretamente formando "playas" al lado del mismo mar. Su forma de extracción es similar a la del mármol, tallándose y formando grandes bloques donde después se preparan según la necesidad comercial.
También se encuentra ampliamente distribuida por la península asociada a sistemas fluviales y lacustres. Abunda especialmente en el Alto Tajo, en la zona del Puente San Pedro, en el Guadiana Alto, en la zona de las Lagunas de Ruidera y en el Alto Ebro, donde la toba constituye el étimo de muchos topónimos y algunas localidades: Valle de Tobalina, Tubilla del Agua, Toba de Valdivielso, Tobera, Tubilleja, etc.
No se debe confundir con la piedra pómez o la toba volcánica o tosca, común en Canarias, formada por materiales volcánicos que emitidos calientes se sueldan y forman una piedra porosa de consistencia media y color desde el rojo al blanco amarillento.

## Usos

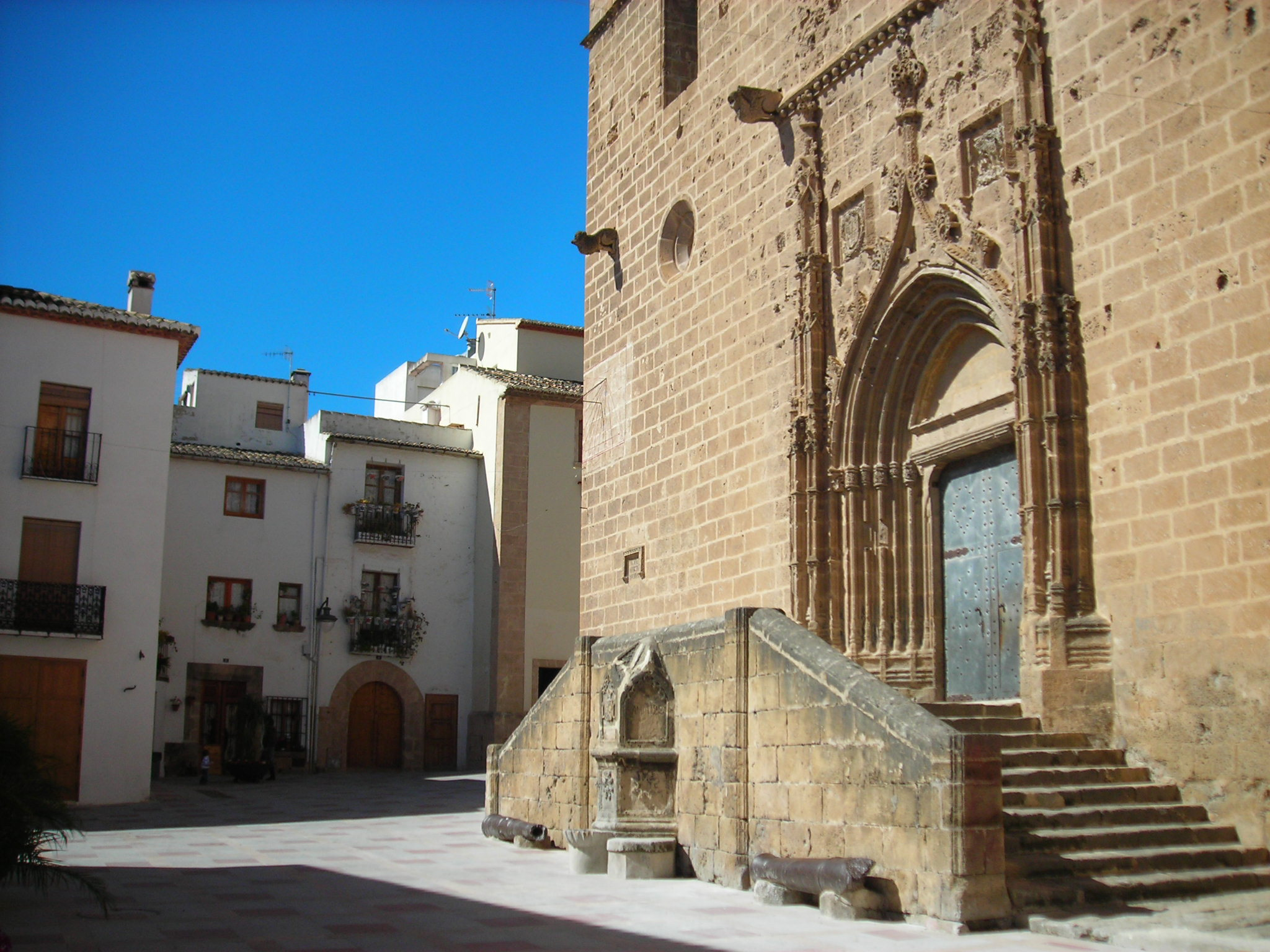
Fachada lateral de la Iglesia-Fortaleza de Sant Bertomeu en Jávea (Alicante), construido todo el edificio en piedra tosca.

Esta roca se utiliza como material de construcción, en forma de sillares, llegando a tamaños de 40 × 20 × 50 cm, y un peso de 30 a 40 kg, pero debido a su porosidad, filtra mucho la humedad, causando a veces la aparición de moho en las paredes (una piedra de este tamaño llegará a duplicar su peso si se filtra agua). Debido a su fácil manipulación ya que tiene una formación mineral que se deshace al golpearse, se utiliza como ornamentación como arco de un portal o arcos recinto abierto semejante al porche o naya, pilares, chimeneas (arco de la obertura principal), etc. Existe el oficio de "tosquero": canteros, casi escultores, que con las herramientas adecuadas preparan las piezas de tosca que pueden formar un arco dándoles la curvatura necesaria y añadiéndoles, según exigencias del cliente, volutas, bordes resaltados para formar el arco total. Un arco (o cimbra) está formado por piezas pares iguales (una pieza para cada lado del arco de igual tamaño y giro) cerrado por una única pieza llamada "clave", la cual es la única que el albañil que lo coloca puede cortar para su ajuste final.
Para una mejor protección y para evitar que se filtre humedad, se le puede aplicar cierto tipo de barniz, como el usado para embarcaciones marinas, para que rellene los poros y cubra la piedra de una ligera capa plástica que no le hace perder su vistosidad.
En la Costa Blanca está actualmente prohibida su extracción sin autorización debido a que se encuentra en zonas de dominio público (Ley de Costas), importándose la de Baleares, que, es más clara (color crema o castaño pálido) y más frágil que la valenciana.